# Pasteurella multocida
Pasteurella multocida és un membre del gènere Pasteurella, aquest microorganisme algunes vegades està com a sapròfit a la regió nasofaríngea, però quan es multiplica sense control sol causar diverses malalties.
Aquesta espècie conté serotipus, entre els més importants estan els tipus A, B, C, D, I i F.
Pasteurella multocida tipus A: és molt freqüent a Mèxic, causant de la còlera aviari, en grans explotacions d'aus.
Pasteurella multocida tipus B: causant de Septicèmia hemorrágica.
Pasteurella multocida tipus D: sapròfit a la regió nasofaríngea, però quan aquest s'associa a Bortedella causa rinitis atrófica, juntament amb les toxines que ells mateixos produeixen.
Pasteurella multocida tipus I: és generalment saprófita, de vegades causant de lesions en el tracte respiratori.